# 舒比 (博霍杜希夫區)
50°15′16″N 35°40′34″E / 50.25444°N 35.67611°E
舒比（烏克蘭語：Шуби）是位於烏克蘭東部的村莊，由哈爾科夫州博霍杜希夫區的博霍杜希夫市鎮負責管轄。該村始建於1778年，面積1.82平方公里，海拔高度182米，2001年人口181，人口密度每平方公里99人。